# Іванівка (Раннє-ранківський старостинський округ, Лозуватська сільська громада)
Іва́нівка — село в Україні, Криворізькому районі Дніпропетровської області.
Орган місцевого самоврядування — Гейківська сільська рада. Населення — 32 мешканця.

## Географія
Село Іванівка знаходиться на лівому березі безіменної пересихаючої річечки, на протилежному березі - село Новофедорівка (Казанківський район).